# San Cristóbal de las Casas
San Cristóbal de las Casas (dříve Ciudad Real) je hlavní město chiapaského regionu Altos v jihovýchodním Mexiku. Nachází se na hlavní spojnici vedoucí z Tuxtly Gutiérrez do Palenque. Město je známě díky své nádherné koloniální architektuře z dob baroka. Ve městě se etnicky střetávají dvě etincké skupiny: tzotzilové z východu a tzeltalové ze západu.
Město je pojmenováno po dominikánském mnichovi a misionáři Bartoloméovi de las Casas.